# Escadron Himeyuri

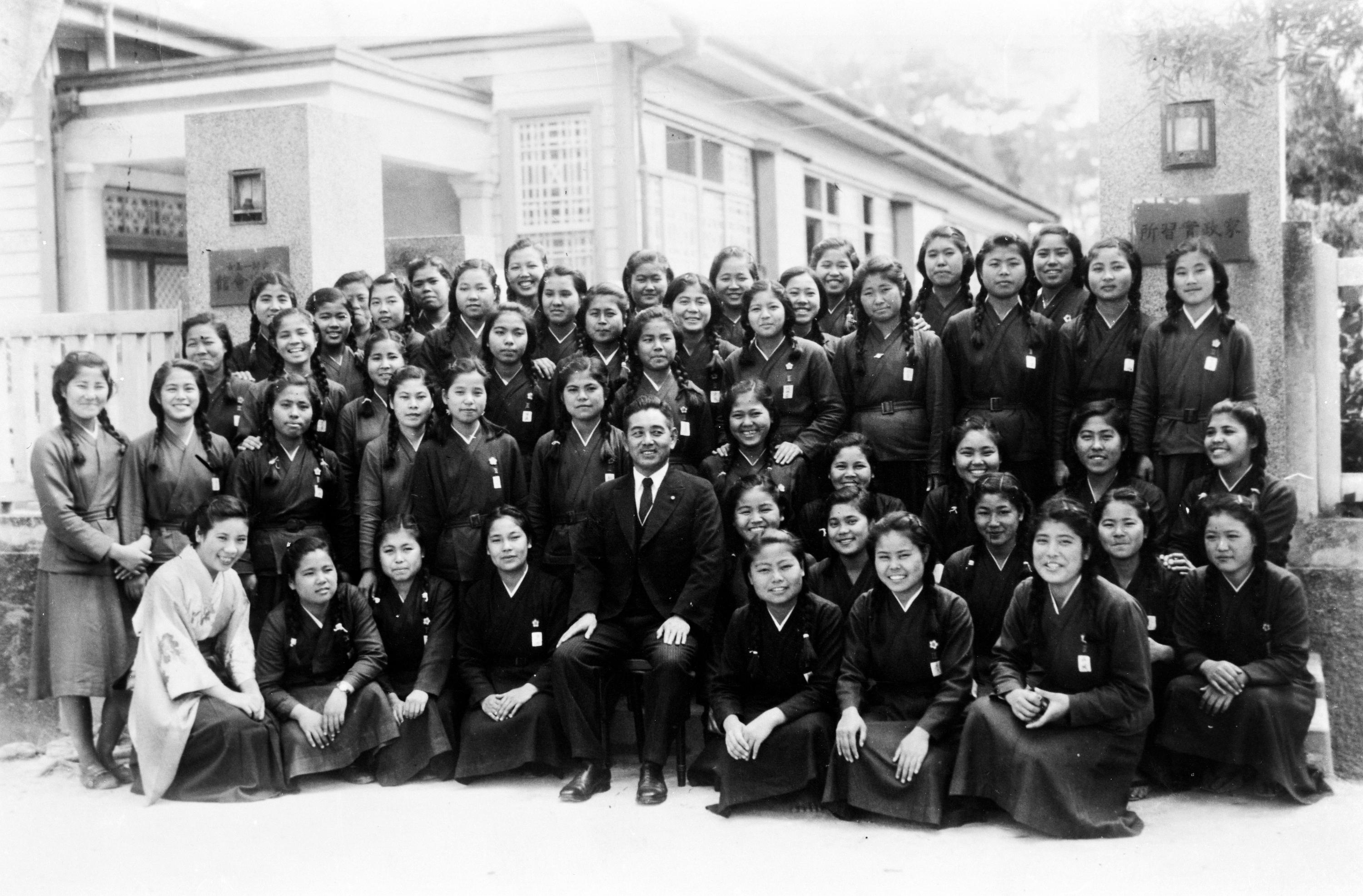
Classe d'élèves de Himeyuri, avant leur mobilisation au front.

L'escadron Himeyuri était un groupe de 460 jeunes filles d'Okinawa qui furent enrôlées comme infirmières et envoyées au front pendant la bataille d'Okinawa en 1945.
Le documentaire Victoire dans le Pacifique, diffusé à la télévision française, sur Arte, en septembre 2006, comprend l'interview de l'une d'entre elles qui a survécu au conflit. Élève infirmière, elle s'était réfugiée avec des soldats dans un souterrain du pain de sucre, colline fortifiée située dans les alentours du château de Shuri au sud de l'île. 
Son témoignage évoque le refus des militaires et civils de se rendre malgré les injonctions des traducteurs travaillant pour les Américains. Sur ses quarante collègues réfugiées dans les cavités, seules sept ont survécu au napalm employé pour déloger les soldats retranchés. Cette méthode menait plus à l'asphyxie qu'à des brûlures, dans la mesure où les souterrains étaient creusés très profond et que les flammes épuisaient l'oxygène dans l'air.